# Francesco del Cossa

Francesco del Cossa (1430 – 1477) foi um pintor italiano do começo do Renascimento (ou Quattrocento) da Escola de Ferrara.

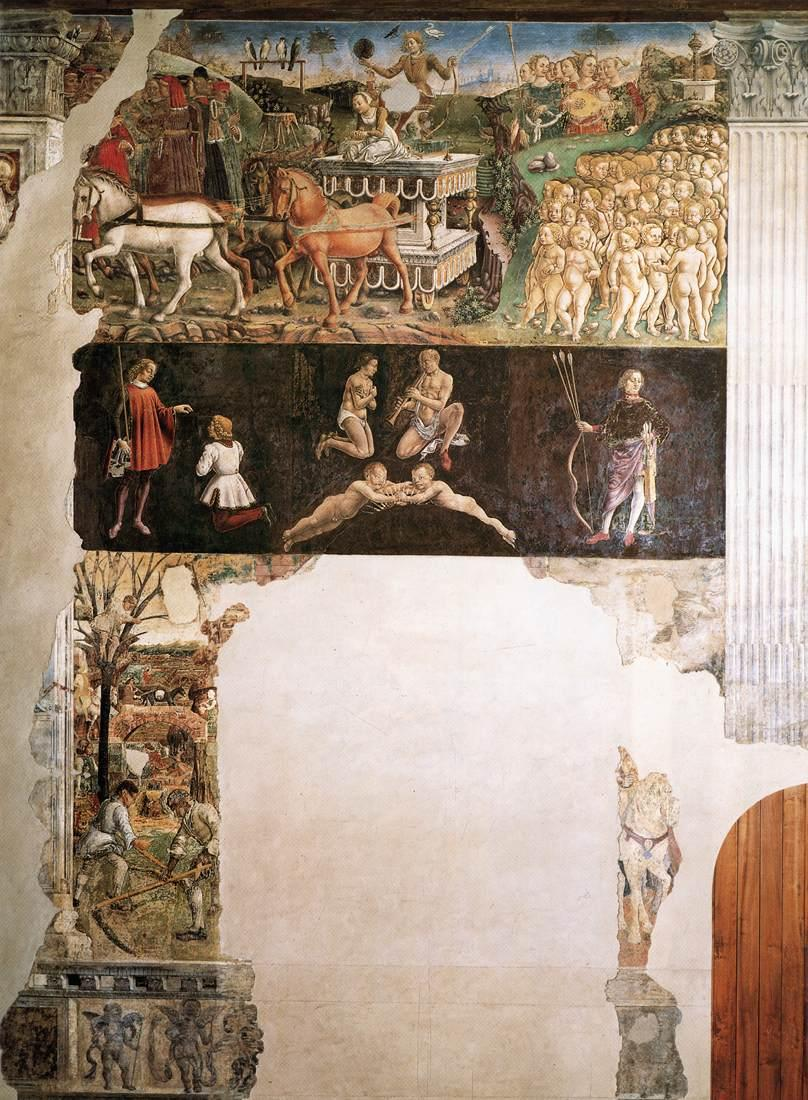
Alegoria de Maio - Triumph de Apolo

Ele é conhecido por seus afrescos. Junto com Cosimo Tura, Cossa é conhecido pela decoração de afrescos do Palazzo Schifanoia, localizado perto de Ferrara. Juntos, eles pintaram uma série de elaboradas alegorias sobre os signos do zodíaco e os meses do ano. Esses afrescos foram parcialmente restaurados no século XX e três deles devem ser de Cossa.
A Alegoria de Abril mostra o trio de Graças, uma das mais antigas representações pós-clássicas das três dançarinas nuas. A versão de Sandro Botticelli (Primavera) data de 1482. Em 1470, foi para Bolonha, onde fez suas maiores obras-primas.
Em Como ser as duas coisas, romance publicado em 2016, a escritora britânica Ali Smith cria uma biografia ficcional do pintor, na qual o apresenta como tendo sido, na verdade, uma mulher que se vestia de homem para ser aceita no restrito mundo dos renascentistas. 